# Tom & Jerry

Logo della serie

Tom & Jerry (Tom and Jerry) è una serie di cortometraggi d'animazione statunitense creata nel 1940 dal 23 di gennaio da William Hanna e Joseph Barbera incentrata sulla rivalità tra i due protagonisti, Tom il gatto e Jerry il topo; ha avuto una distribuzione mondiale ed è una delle serie più popolari e acclamate dalla critica arrivando a vincere sette Oscar al miglior cortometraggio d'animazione, eguagliando le Sinfonie allegre di Walt Disney con il maggior numero di premi in tale categoria. Tom & Jerry divenne la serie cinematografica animata di maggior incasso di sempre, superando i Looney Tunes.
"Tom e Jerry" era un'espressione comune per i giovani che indulgevano in comportamenti riottosi nella Londra del XIX secolo; il termine deriva da Life in London, or Days and Nights of Jerry Hawthorne and his elegant friend Corinthian Tom (1823) di Pierce Egan. Tuttavia il Brewer's Dictionary of Phrase and Fable osserva che non c'è niente più di un'eco "inconscia" di tale termine nella denominazione del cartone animato.
Hanna e Barbera diressero 114 cortometraggi per la Metro-Goldwyn-Mayer tra il 1940 e il 1957. Dopo la chiusura dello studio di animazione nel 1957, la MGM produsse altri 13 cortometraggi facendoli dirigere a Gene Deitch per la Rembrandt Films dal 1961 al 1962. L'anno dopo Chuck Jones produsse altri 34 cortometraggi con la Sib-Tower 12 Productions fino al 1967. Nel 2001 venne prodotto un cortometraggio televisivo, The Mansion Cat, mentre nel 2005 è uscito un ultimo corto cinematografico, L'arte del karate. Basandosi su questa serie di cortometraggi sono state inoltre tratte le serie televisive The Tom & Jerry Show (1975), Tom & Jerry Comedy Show (1980-1982), Tom & Jerry Kids (1990-1994), Tom & Jerry Tales (2006-2008), The Tom & Jerry Show (2014-2021), Tom & Jerry Special Shorts (2021), Tom & Jerry a New York (2021), Tom & Jerry Play (2022) e Tom & Jerry a Singapore (2022) e un primo lungometraggio, Tom & Jerry - Il film, nel 1992, seguito da una serie di film direct-to-video dal 2001.

## Produzione e distribuzione

### Periodo Hanna-Barbera (1940-1958)
William Hanna e Joseph Barbera lavorano alla fine degli anni trenta nel team di Rudolf Ising agli studi MGM Cartoons. Dopo il flop della serie di cartoni animati basata sui personaggi della striscia a fumetti Bibì e Bibò, Barbera, sceneggiatore e creatore di personaggi, venne accoppiato a Hanna, regista esperto, per dirigere film per il team di Ising. Nella loro prima discussione per un cartone animato, Barbera suggerì un cortometraggio su un gatto e un topo intitolato Puss Gets the Boot (Un gatto messo alla porta). «Sapevamo che avevamo bisogno di due personaggi. Pensammo che avevamo bisogno di conflitto, inseguimento e azione. E un gatto che insegue un topo sembrava un pensiero buono e basilare», come ricordò Barbera in una intervista. Hanna e altri collaboratori lamentarono la scarsa originalità ma tuttavia il corto venne completato alla fine del 1939 e distribuito nei cinema il 10 febbraio 1940; era incentrato su Jasper, un gatto soriano grigio che cerca di catturare un topo di nome Jinx ma dopo la rottura accidentale di un vaso, la cameriera Mammy minaccia di buttare fuori di casa Jasper se lui romperà qualcos'altro; Jinx usa questo a suo vantaggio cominciando a rompere quello che trovava in casa in modo che Jasper venisse poi buttato fuori. Successivamente Hanna e Barbera diressero poi altri corti con altri personaggi come Gallopin' Gals (1940) e Officer Pooch (1941) perché, come sottolinearono alla MGM «Dopo tutto non ci sono stati già abbastanza cartoni animati su un gatto e un topo?».
L'atteggiamento pessimistico nei confronti del duo del gatto e del topo cambiò quando il cartone animato diventò una preferenza dei proprietari di cinema e dell'Academy of Motion Picture Arts and Sciences, che nominò il film all'Oscar al miglior cortometraggio d'animazione ai Premi Oscar 1941. Perse a favore di un altro corto MGM, La via lattea di Ising. Il produttore Fred Quimby, che gestiva lo studio d'animazione MGM, tirò subito fuori Hanna e Barbera dagli altri cartoni animati singoli su cui stavano lavorando, e commissionò una serie con il gatto e il topo. Hanna e Barbera tennero un concorso nello studio per dare alla coppia un nuovo nome, disegnando i nomi suggeriti su un cappello; l'animatore John Carr vinse 50 dollari con il suo suggerimento di Tom e Jerry.
La serie Tom & Jerry entrò in produzione con Lo spuntino di mezzanotte nel 1941, e Hanna e Barbera raramente diressero qualcosa di diverso dai cartoni della serie durante la loro permanenza alla MGM. Barbera avrebbe creato la storia per ogni cortometraggio, mentre Hanna avrebbe supervisionato la produzione. L'aspetto fisico di Tom si evolse in modo significativo nel corso degli anni. Durante i primi anni Quaranta, Tom aveva un eccesso di dettagli che vennero tutti razionalizzati in una forma più funzionale entro la fine degli anni Quaranta. Inoltre all'inizio somigliava a un gatto più realistico, e si evolse dal quadrupede degli esordi fino a diventare quasi esclusivamente bipede. Invece, il disegno di Jerry rimase sostanzialmente lo stesso per tutta la durata della serie.
A metà degli anni Quaranta la serie aveva sviluppato un tono più veloce, più energico e violento, dovuto all'ispirazione dal lavoro di Tex Avery, che si era unito allo studio nel 1942. Anche se il tema di ogni corto è praticamente lo stesso - il gatto insegue il topo -, Hanna e Barbera trovarono infinite variazioni su quel tema. Gli storyboard e le scenografie di massima di Barbera, in combinazione con il tempismo di Hanna, portarono alla serie di cartoni animati più popolare e di successo della MGM. Tredici corti della serie Tom & Jerry (incluso Un gatto messo alla porta) vennero candidati all'Oscar per il miglior cortometraggio d'animazione; sette di essi vinsero l'Oscar, rompendo la striscia vincente dello studio Disney in quella categoria. Tom & Jerry vinse più premi Oscar di qualsiasi altra serie cinematografica animata con personaggi fissi.
Tom & Jerry rimasero popolari durante la produzione di tutta la loro serie originale, anche quando i budget cominciarono a stringersi negli anni Cinquanta e il ritmo dei cortometraggi rallentò leggermente. Tuttavia, dopo che la televisione era diventata popolare negli anni Cinquanta, i ricavi al botteghino diminuirono per film e cortometraggi cinematografici. In un primo momento, la MGM combatté questo producendo la serie esclusivamente in CinemaScope. Dopo che la MGM si era resa conto che le loro riedizioni dei vecchi cartoni animati guadagnavano tanto quanto quelli nuovi, i dirigenti dello studio decisero, con grande sorpresa del personale, di chiudere lo studio d'animazione. Lo studio d'animazione MGM venne chiuso nel 1957, e l'ultimo dei 114 cortometraggi Hanna-Barbera di Tom e Jerry, Il guarda bimbo, venne distribuito il 1º agosto 1958. Hanna e Barbera stabilirono il loro studio d'animazione televisiva, Hanna-Barbera Productions, nel 1957, e continuarono producendo serie televisive come Gli Antenati, I Pronipoti e Scooby-Doo.

### Periodo Gene Deitch (1961-1962)
Nel 1960 la MGM resuscitò il franchising di Tom & Jerry, e contattò lo studio d'animazione europeo Rembrandt Films per produrre tredici cortometraggi di Tom & Jerry all'estero. Tutti i tredici cortometraggi vennero diretti dall'animatore, con sede a Praga, Gene Deitch e prodotti dal proprietario della società William L. Snyder in Cecoslovacchia. Deitch afferma che, essendo un membro della United Productions of America (UPA), ha sempre avuto un'antipatia personale per Tom & Jerry, citandoli come il "cattivo esempio primario di violenza insensata - umorismo basato sul dolore - attacco e vendetta - per non parlare dell'uso di cattivo gusto di una donna nera senza testa come stereotipo della cameriera".
Štěpán Koníček, uno studente di Karel Ančerl e direttore della Film Symphony Orchestra, e Václav Lídl fornirono la colonna sonora per i corti di Deitch, mentre Larz Bourne, Chris Jenkyns ed Eli Bauer scrissero i cartoni animati. La maggior parte degli effetti vocali e voci nei film di Deitch vennero forniti da Allen Swift. Ai fini di evitare di essere legato al comunismo, Deitch alterò i nomi della sua squadra nei titoli di testa dei cortometraggi (ad esempio, Štěpán Koníček divenne "Steven Konichek", Václav Lídl divenne "Victor Little"). Questi corti sono tra i pochi a non portare la frase "Made In Hollywood, U.S.A." nei titoli di coda; poiché lo studio di Deitch era dietro la cortina di ferro, la posizione della casa di produzione viene omessa interamente nei titoli.
Nel bel mezzo della produzione, Joe Vogel, il capo della produzione, venne licenziato dalla MGM, che ordinò a Deitch e la sua squadra di terminare i cortometraggi e distribuirli in fretta. Il contratto con la Metro-Goldwyn-Mayer scadde e l'ultimo dei tredici cortometraggi, Tom e Jerry all'opera, venne distribuito il 1º dicembre 1962. Dal momento che la squadra Deitch/Snyder aveva visto solo una manciata dei cortometraggi originali di Tom & Jerry, e poiché Deitch e Snyder produssero i loro cartoni animati su un budget limitato di 10000 $, i film risultanti vennero considerati insoliti e, in molti modi, bizzarri. I gesti dei personaggi venivano spesso eseguiti ad alta velocità, causando una pesante motion blur.
Come risultato, l'animazione dei personaggi sembrava agitata e malsana. Le colonne sonore presentavano musica scarsa, effetti sonori futuristici, dialogo mormorato piuttosto che parlato, e uso pesante di riverbero. I fans che in genere si fissavano con Tom criticarono i cartoni di Deitch perché Tom non diventava mai una minaccia per Jerry, grazie soprattutto all'intervento costante del suo nuovo proprietario - un corpulento uomo di mezza età bianco (con seri problemi di temperamento, diventando spesso rosso in faccia come il precedente personaggio di "Clint Clobber" di Deitch alla Terrytoons), il quale era anche più graficamente brutale nel punire gli errori di Tom rispetto a Mammy Due Scarpe, picchiandolo ripetutamente, bruciandolgi il muso con una griglia e costringendolo a bere un'intera bevanda gassata.
Tutti i tredici cortometraggi furono successi commerciali; nel 1961 Tom & Jerry divenne la serie cinematografica di maggior incasso di sempre, detronizzando la serie Looney Tunes che aveva ricoperto la carica per sedici anni; questo successo si ripeté ancora una volta nel 1962. Tuttavia, a differenza dei corti di Hanna e Barbera, nessuno dei film di Deitch fu candidato all'Oscar. Gli episodi creati da Deitch sono stati generalmente accolti meno favorevolmente dal pubblico. Nella sua recensione per Tom & Jerry: The Chuck Jones Collection, Paul Kupperberg di Comicmix definì i cortometraggi "perfettamente terribili" e "distribuiti troppo spesso", così come un risultato di "manodopera a basso costo".
Deitch ha spesso difeso i suoi film; in un'intervista con The New York Times, quando gli venne chiesto della lavorazione sulla serie Tom & Jerry, Deitch rispose: "Tutti gli esperti dicono che [i miei cortometraggi sono] il peggio di Tom & Jerry, [ ...] Ero un uomo UPA - tutto il mio sfondo era molto più vicino ai cechi. Ho sempre considerato Tom & Jerry una porcheria, ma avevano grande tempismo, espressioni facciali, doppia ripresa, schiaccia e allunga", ognuna delle quali dichiarò che erano «tecniche che i cechi dovevano imparare», aggiungendo: «Lo stile ceco non aveva nulla in comune con questi cartoni spinti sulle gag».

### Periodo Chuck Jones (1963-1967)
Dopo l'uscita dell'ultimo corto di Deitch, Chuck Jones, che era stato licenziato dal suo incarico ultra-trentennale alla Warner Bros. Cartoons, aprì il suo studio di animazione, Sib Tower 12 Productions, con il partner Les Goldman. A partire dal 1963, Jones e Goldman continuarono a produrre altri 34 cortometraggi di Tom & Jerry, ognuno dei quali portava lo stile distintivo di Jones (e una leggera influenza psichedelica). Tuttavia, pur essendo animato essenzialmente dagli stessi artisti che avevano lavorato con Jones alla Warner, questi nuovi corti ebbero diversi gradi di successo di critica.
Jones aveva difficoltà ad adattare il suo stile al marchio d'umorismo di Tom & Jerry, e una serie di cartoni animati favorirono la piena animazione, personalità e stile rispetto alla trama. I personaggi subirono un leggero cambiamento di aspetto: a Tom vennero date sopracciglia più spesse, un look meno complesso (compreso il colore della sua pelliccia, che diventò grigia), orecchie più nitide, coda più lunga e guance più pelose, mentre a Jerry vennero dati occhi e orecchie più grandi, di colore più chiaro, e un'espressione più dolce.
Alcuni dei cartoni di Tom & Jerry di Jones ricordano il suo lavoro con Wile E. Coyote e Beep Beep, inclusi gli usi di gag oscuranti e che coinvolgono personaggi che cadono da luoghi elevati. Jones co-diresse la maggioranza dei cortometraggi con lo scenografo Maurice Noble. I restanti cortometraggi vennero diretti quasi tutti da Abe Levitow e Ben Washam; Tom Ray diresse due corti costruiti intorno a riprese da precedenti cartoni di Tom & Jerry diretti da Hanna e Barbera, e Jim Pabian diresse un corto con Maurice Noble. Diverse caratterizzazioni vocali vennero fatte da Mel Blanc e June Foray.
I lavori di Jones sono considerati superiori a quelli precedenti di Deitch (e alla maggior parte dei cartoni animati realizzati in quel periodo, almeno visivamente), e contengono il memorabile tema di apertura, in cui Tom è intrappolato all'interno della "O" del suo nome. Anche se Jones riuscì a recuperare un po' della magia dagli originali lavori di Hanna-Barbera, la MGM concluse la produzione su Tom e Jerry nel 1967, quando la Sib Tower 12 era già diventata la MGM Animation/Visual Arts. Jones era passato agli special televisivi e al film Il casello fantasma.

### Versione televisiva
Dal 1965 la serie di cartoni prodotta da Hanna e Barbera cominciò a essere trasmessa in televisione, esordendo nel programma del sabato mattina della CBS il 25 settembre 1965, e poi, due anni dopo, la domenica, fino al 17 settembre 1972.
La serie venne trasmessa con alcune modifiche dovute alla presenza del personaggio di Mammy Due Scarpe, che venne rimosso sostituendo le scene in cui appariva con nuove animazioni, sostituendolo con quello di una donna bianca irlandese altrettanto grassa; a volte, come ne Il gatto del sabato sera, prese invece il suo posto un'adolescente bianca magra. Entrambi i personaggi vennero doppiati da June Foray. Tuttavia, le successive trasmissioni televisive mantennero il personaggio originale di Mammy con un nuovo doppiaggio eseguito da Thea Vidale per rimuovere il gergo nero stereotipato con il quale era stata doppiata originariamente, sebbene il doppiaggio originale, così come lo stesso gergo, fosse ironicamente frutto proprio di un'attrice afroamericana, Lillian Randolph.

### Secondo periodo Hanna-Barbera:The Tom & Jerry Show(1975-1977)
Nel 1975 la Hanna-Barbera Productions iniziò a produrre nuovi cartoni su Tom e Jerry per il sabato mattina. Vennero prodotti 48 "segmenti", raggruppati in 16 episodi. Questi segmenti vennero associati con le serie Gorilla Lilla e Mumbly, venendo trasmessi sulla ABC tra il 6 settembre 1975 e il 3 settembre 1977. In questi cartoni animati Tom e Jerry (ora quest'ultimo con un papillon rosso), che erano stati nemici durante i loro anni di formazione, divenivano amici non violenti che vivevano avventure insieme, poiché la Hanna/Barbera doveva rispondere alle norme rigorose contro la violenza per la TV dei bambini. La serie venne generalmente mal accolta dal pubblico che aveva familiarità con le originali incarnazioni di Tom e Jerry, e questo formato non venne più utilizzato dalle serie successive.

### Periodo Filmation (1980-1982)
Anche la Filmation (insieme con MGM Television) provò a produrre una serie tv di Tom e Jerry. La sua versione, Tom & Jerry Comedy Show, debuttò nel 1980, ed includeva inoltre nuovi personaggi, ad esempio Droopy e Barney Bear, che non erano mai comparsi fin dai cortometraggi originali MGM. La serie era notevolmente diversa da quella della Hanna-Barbera, poiché riportò Tom e Jerry alla formula originale dell'inseguimento, con un umorismo un po' più slapstick. Questa incarnazione, come la versione del 1975, non venne ben accolta dal pubblico come l'originale, e durò nel sabato mattina della CBS dal 6 settembre 1980 al 4 settembre 1982.

### Terzo periodo Hanna-Barbera:Tom & Jerry KidseThe Mansion Cat(1986-2001)

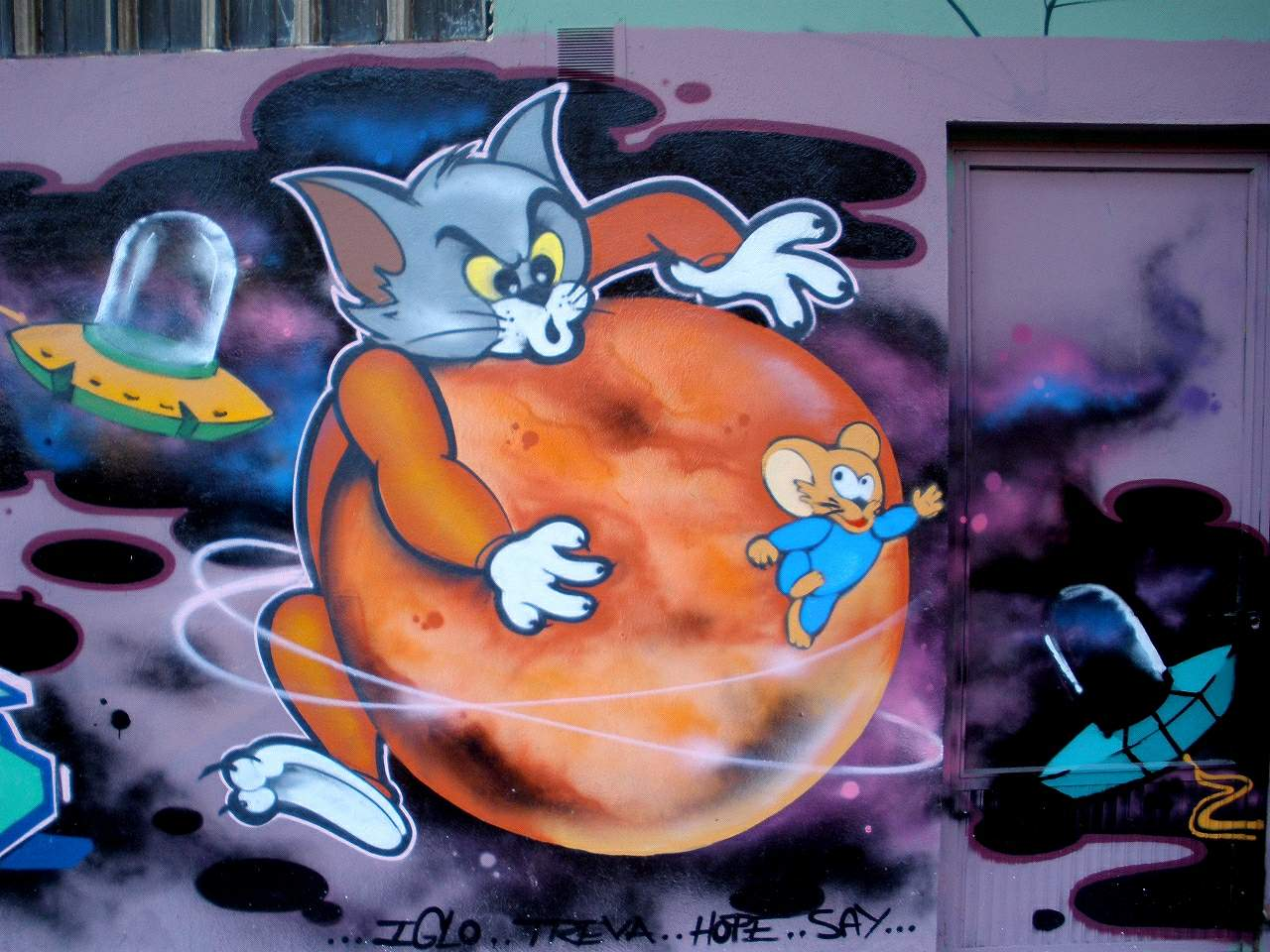
Murale raffigurante Tom e Jerry

Nel 1986 la MGM venne acquistata dal fondatore della WTBS Ted Turner. Turner vendette l'azienda poco dopo, ma mantenne la cineteca dei film MGM usciti prima di quell'anno, così Tom & Jerry divennero proprietà della Turner Entertainment (i cui diritti appartengono oggi alla Warner Bros.), andando così in onda negli anni successivi su reti Turner, come TBS, TNT, Cartoon Network, The WB, Boomerang e Turner Classic Movies.
Una delle maggiori tendenze per la televisione del sabato mattina negli anni Ottanta e Novanta era la "bimbificazione" di classiche stelle adulte dei cartoni animati, e il 2 marzo 1990 Fox Kids trasmise la prima puntata di Tom & Jerry Kids, co-prodotta da Turner Entertainment e Hanna-Barbera Productions (quest'ultima acquistata dalla prima nel 1991). La serie era caratterizzata da una versione giovanile del famoso duo del gatto e del topo che si rincorrono. Come nella serie H-B del 1975, Jerry indossa il papillon rosso, mentre Tom indossa ora un berretto anch'esso rosso. Spike e suo figlio Tyke (che ora parla), e Droopy e suo figlio Dripple, apparverò in segmenti di supporto della serie, che si concluse il 4 dicembre 1993. Tom & Jerry Kids fu l'ultima serie animata di Tom e Jerry prodotta in 4:3.
Nel 2001, negli Stati Uniti, Boomerang ha trasmesso un cortometraggio televisivo intitolato The Mansion Cat (trasmesso in Italia su Cartoon Network il 25 aprile 2001). Esso vide Joe Barbera (che era anche un consulente creativo) come voce del proprietario di Tom, il cui volto non viene mai visto. In questo cartone animato Jerry, ospitato in un Habitrail, è un animale domestico proprio come Tom, e il loro proprietario deve ricordare a Tom di non "dare la colpa di tutto al topo". Fu l'ultimo cartone animato di Tom e Jerry prodotto dalla Hanna-Barbera prima che venisse assorbita dalla Warner Bros. Animation quello stesso anno.

### Periodo Warner Bros. (dal 2002)
A partire dal 2002, tutti i nuovi cartoni animati di Tom e Jerry vennero prodotti dalla Warner Bros. Animation. Il 27 settembre 2005 uscì nei cinema di Los Angeles un nuovo cortometraggio cinematografico di Tom & Jerry, intitolato L'arte del karate, che era stato diretto da Joseph Barbera e Spike Brandt. Come parte della celebrazione del 65º anniversario di Tom & Jerry, questo corto segnò il primo ritorno di Barbera come sceneggiatore, regista e artista degli storyboard dopo la serie originale di corti che aveva diretto con Hanna. Spike Brandt venne candidato all'Annie Award per la migliore animazione dei personaggi.
Nel corso del primo semestre del 2006 una nuova serie intitolata Tom & Jerry Tales venne prodotta dalla Warner Bros. Animation. Furono prodotti ventisei episodi da 23 minuti, ciascuno composto da tre segmenti, di cui alcuni previsti per l'uscita cinematografica prima del fallimento di Looney Tunes: Back in Action. La serie venne trasmessa inizialmente nel Regno Unito su Boomerang e in seguito negli Stati Uniti nel blocco Kids' WB di The CW. In Italia venne trasmessa prima su Boomerang e poi su Rai 2, Boing e Italia 1. Tom & Jerry Tales è la prima serie TV di Tom e Jerry che utilizza lo stile originale dei cortometraggi classici, insieme allo slapstick. La serie venne cancellata nel 2008, poco prima che il blocco Kids' WB venisse chiuso. Tom & Jerry Tales fu la prima serie di Tom e Jerry prodotta in 16:9, benché la maggior parte degli episodi vengano trasmessi in 4:3 pan and scan. Dal 2014 Tom e Jerry ritornano in TV in una nuova serie, The Tom & Jerry Show. Come in alcuni classici cortometraggi, qui le avventure di Tom e Jerry si svolgono in scenari diversi in base ai loro nuovi proprietari di cui non viene mostrato il loro busto (caratteristica ricorrente di Mammy Due Scarpe), come la coppia Ginger e Rick, i quali abitano anche con Spike e Tyke e spesso due sorelle praticanti il mestiere di streghe. La serie va in prima visione su Boomerang da aprile 2014 e poi viene replicata su Cartoonito
Il 20 febbraio 2021 è stata pubblicata una miniserie animata in due episodi su HBO Max, intitolata Tom and Jerry Special Shorts, per celebrare l'81º anniversario di Tom e Jerry, nonché per promuovere il film del 2021. Gli episodi, della durata di 4-5 minuti, sono ispirati ai cortometraggi degli anni 1940 e sono prodotti nello stesso stile della serie Looney Tunes Cartoons; entrambe le serie sono infatti curate da Peter Browngardt.
A partire dal 1º luglio viene pubblicata su HBO Max la nuova serie animata Tom & Jerry a New York, realizzata dallo stesso team di The Tom & Jerry Show e ambientata successivamente agli eventi del film.

## Filmografia

### Cortometraggi
Prima del 1954 tutti i cortometraggi erano realizzati con l'aspect ratio 1.375:1 (Academy ratio); nel 1954 e nel 1955 alcuni erano prodotti in due versioni: una con aspect ratio 1.75:1 e una con il processo CinemaScope. Dal 1955 fino alla chiusura dello studio di animazione MGM tutti i cartoni di Tom e Jerry vennero prodotti esclusivamente in Cinemascope

### Lungometraggi
- Tom & Jerry - Il film (Tom and Jerry: The Movie) (1992)
- Tom & Jerry e l'anello incantato (Tom and Jerry: The Magic Ring) (2001)
- Tom & Jerry: Rotta su Marte (Tom and Jerry: Blast Off to Mars!) (2005)
- Tom & Jerry: Fast & Furry (Tom and Jerry in The Fast and the Furry) (2005)
- Tom & Jerry all'arrembaggio (Tom and Jerry in Shiver Me Whiskers) (2006)
- Tom & Jerry e la favola dello schiaccianoci (Tom and Jerry: A Nutcracker Tale) (2007)
- Tom & Jerry incontrano Sherlock Holmes (Tom and Jerry Meet Sherlock Holmes) (2010)
- Tom & Jerry e il mago di Oz (Tom and Jerry & The Wizard of Oz) (2011)
- Tom & Jerry e Robin Hood (Tom and Jerry: Robin Hood and His Merry Mouse) (2012)
- Tom & Jerry: Avventure giganti (Tom and Jerry's Giant Adventure) (2013)
- Tom & Jerry: Il drago perduto (Tom and Jerry: The Lost Dragon) (2014)
- Tom & Jerry: Operazione spionaggio (Tom & Jerry: Spy Quest) (2015)
- Tom & Jerry - Di nuovo a Oz (Tom and Jerry - Back to Oz) (2016)
- Tom & Jerry: Willy Wonka e la fabbrica di cioccolato (Tom and Jerry: Willy Wonka and the Chocolate Factory) (2017)
- Tom & Jerry nel selvaggio West Tom and Jerry: Cowboy Up! (2022)
- Tom & Jerry a Nevelandia Tom and Jerry: Snowman's Land (2022)
- Tom & Jerry: Forbidden Compass, regia di Zhang Gang (2025)

### Serie televisive
- The Tom & Jerry Show (1975)
- Tom & Jerry Comedy Show (Tom and Jerry Comedy Show) (1980-1982)
- Tom & Jerry Kids (Tom & Jerry Kids Show) (1990-1993)
- Tom & Jerry Tales (Tom and Jerry Tales) (2006-2008)
- The Tom & Jerry Show (The Tom and Jerry Show) (2014-2021)
- Tom & Jerry Special Shorts (Tom and Jerry Special Shorts) (2021)
- Tom & Jerry a New York (Tom and Jerry in New York) (2021)
- Tom & Jerry Play (Tom and Jerry Play) (2022)
- Tom & Jerry a Singapore (Tom and Jerry in Singapore) (2022)
- Tom & Jerry Gokko (2025)

### Episodi speciali
- Hanna-Barbera's 50th: A Yabba Dabba Doo Celebration (1989)
- The Mansion Cat (Tom and Jerry: The Mansion Cat) (2001)
- Tom & Jerry: Piccoli aiutanti di Babbo Natale (Tom and Jerry: Santa's Little Helpers) (2014)

### Live Action
- Tom & Jerry, regia di Tim Story (2021)

## Personaggi
- Thomas "Tom" Cat è un gatto grigio, che si diverte a dominare gli animali più piccoli di lui. Nei primi fumetti italiani era chiamato Maramao.
- Gerald "Jerry" Mouse è un piccolo topo marrone di casa. Anche se è più piccolo di Tom, essendo molto furbo e avendo un avversario citrullo, la maggior parte delle volte riesce a vincere. Nei primi fumetti italiani era chiamato Meo.
- Spike è un bulldog amico di Jerry e nemico di Tom, che si diverte a picchiare (anche se in genere lo fa solo per difendere Jerry). Ha un figlio di nome Tyke. Nei fumetti italiani è chiamato Bullo.
- Tyke è il figlio di Spike. È piccolo e inesperto e molte volte è il bersaglio di Tom che poi viene picchiato dal padre. Nei fumetti italiani è chiamato Birillo.
- Mammy Due Scarpe è una donna afroamericana ed è anche la padrona di Tom. La sua particolarità è che di lei non si vede mai la faccia, tranne che ne Il gatto del sabato sera (1950).
- Tuffy, chiamato anche Nibbles, è un topo grigio orfanello che Jerry decide di adottare. È monello, si caccia sempre nei guai e ha sempre fame. Nei primi fumetti italiani era chiamato Soldino, mentre nelle edizioni degli anni '80 Pannolino.
- Butch è un grosso gatto nero che a volte è amico di Tom, ma altre volte è anche il suo nemico.
- Vercingetorige è un grosso gatto arancione amico di Tom che compare nell'episodio Il gatto del sabato sera.
- Tootsie è un'aggraziata gatta bianca di cui Tom è pazzamente innamorato. Nei fumetti italiani è chiamata Penelope.

## Riconoscimenti
- Oscar al miglior cortometraggio d'animazione
  - 1944 - Dichiarazione di guerra (The Yankee Doodle Mouse)
  - 1945 - Jerry nei guai (Mouse Trouble)
  - 1946 - Silenzio, prego! (Quiet Please!)
  - 1947 - Jerry pianista (The Cat Concerto)
  - 1949 - Piccolo orfano (The Little Orphan)
  - 1952 - I due moschettieri (The Two Mouseketeers)
  - 1953 - Caccia a tempo di valzer (Johann Mouse)

## Controversie
Alcuni cortometraggi sono stati oggetto di polemiche per la presenza di stereotipi razziali che coinvolgono la rappresentazione del personaggio nero ricorrente, Mammy Due Scarpe, e di altri personaggi che compaiono in blackface; altri temi controversi sono il cannibalismo e l'esaltazione del fumo.
Due cortometraggi, datati 1949 e 1950, sono stati auto-censurati dalla Turner Broadcasting System (proprietaria dei diritti della serie), a seguito di una lettera inviata nel 2006 alla Ofcom (l'ente britannico che vigila sui contenuti televisivi) da parte di uno spettatore; la lettera lamentava l'effetto nocivo che i disegni animati, in quegli episodi alle prese con delle sigarette, avrebbero avuto sui suoi figli. Nel primo dei due episodi (Texas Tom, 1950) Tom, per fare colpo su una gattina, si comporta come un adolescente e, per fortificare la sua virilità felina, accende una sigaretta. Nel secondo episodio, La gara di tennis (Tennis Chump, 1949), Tom è invece impegnato in un torneo di tennis in cui il suo rivale sbruffone, durante tutto l'incontro, fuma un sigaro.
La Ofcom ha spiegato che Tom & Jerry è un cartone animato vintage realizzato in un periodo in cui il rischio legato al fumo non era ancora stato attentamente studiato e che questa era un'ottima ragione per chiedere alla Turner di prendere provvedimenti. Tom & Jerry però sono stati censurati altre volte. Molte scene di altri episodi contenevano dei blackface, cioè quando esplodeva qualcosa o il viso di Tom, Jerry o altri personaggi si coprivano di fango, essi diventavano come delle persone africane e ciò poteva risultare offensivo per le persone di origine africana. Un altro episodio censurato è Il suo topo Venerdì (His Mouse Friday, 1951) a causa degli stereotipi razziali in esso contenuti.

## Altri media
Nel 1942 i personaggi di Tom e Jerry apparvero nella rivista Our Gang Comics, fumetto ispirato alla serie Simpatiche canaglie. Nel 1949, quando la serie delle Simpatiche canaglie uscì dalla produzione, la serie fu rinominata Tom and Jerry Comics. Alcuni dei libri di Tom e Jerry sono apparsi anche recentemente. Nel corso degli anni, sono stati prodotti diversi videogiochi ispirati alla serie animata.

### Videogiochi
- Tom & Jerry: Hunting High and Low o Tom & Jerry (1989), per Amiga, Amstrad CPC, Atari ST, Commodore 64, MSX e ZX Spectrum
- Tom & Jerry 2 (1989), variante del precedente
- Tom & Jerry: Yankee Doodle's CAT-astrophe (1990), per PC
- Tom & Jerry (1991), per Nintendo Entertainment System; venne poi distribuito anche per MS-DOS nel 1993
- Tom & Jerry - The World's Wildest Game of Cat and Mouse! (1992), per Game Boy; nel 1999, uscì una riedizione a colori per il Game Boy Color, dal titolo Tom and Jerry
- Tom and Jerry (1992), per Super Nintendo Entertainment System
- Tom and Jerry: The Movie (1992), per Sega Master System e Sega Game Gear; nonostante lo stesso titolo dell'omonimo film, la storia ed i livelli non sembrano avere nulla a che vedere con esso
- Tom and Jerry: Frantic Antics! (1993), per Sega Genesis e Game Boy; a differenza del precedente, si tratta proprio del videogioco ispirato alla pellicola Tom & Jerry - Il film, pur avendo un titolo differente
- Tom and Jerry in Attenti al topo (2000), per Game Boy Color
- Tom & Jerry in Per un pugno di pelo (2000), venne distribuito inizialmente per il Nintendo 64, poi ne uscì anche una versione per PC nel 2002
- Tom and Jerry in Casa dolce casa (2000), per PlayStation
- Tom e Jerry: Caccia al topo (2000), per Game Boy Color
- Tom e Jerry: L'anello incantato (2002), per Game Boy Advance; videogioco basato sul film Tom & Jerry e l'anello incantato
- Tom & Jerry in Guerra all'ultimo baffo (2002), per PlayStation 2; una sorta di riedizione o seguito del precedente Tom & Jerry in Per un pugno di pelo
- Tom and Jerry in Infurnal Escape (2003), per Game Boy Advance; videogioco basato liberamente sul cartone animato L'espresso celeste (1949), della serie Tom & Jerry
- Tom and Jerry: Cheese Chase (2004), per telefoni cellulari
- Tom and Jerry: Food Fight (2005), per telefoni cellulari
- Tom and Jerry Tales (2006), per Nintendo DS e Game Boy Advance
- Tom and Jerry: Pinball Pursuit (2007), per telefoni cellulari
- Tom and Jerry: Mouse Maze (2008), per telefoni cellulari
- Tom and Jerry Learn & Play (2014), per Android e IOS
- Tom and Jerry: Chase (2020), per Android e iOS
- MultiVersus (2022), compaiono come personaggi giocabili.